# Актиномикоза
Актиномикоза (на латински: actinomycosis) е хронично инфекциозно заболяване на селскостопанските животни и човека поради нараняване на устата с остри и твърди храни, заразени с лъчистата гъбичка (актиномицети), която съществува най-вече в зърнените култури – ръж, ечемик, слама, сено. Причинява плътни удебелявания и нагнояване особено на езика и челюстните кости у говедото, по-рядко при конете, свинете, овцете, козите и др. Среща се и при човека в устата, много по-рядко в белия дроб и червата.

## Етиология и патогенеза
Причинява се от Actinomyces israelii. Тази бактерия нормално е разпространена в природата, а сапрофитно в устната кухина, стомаха и червата на човека. Има два начина актинимицетите да попаднат във влагалището:
- чрез ректо-вагинална контаминация (напр. вагино-ректален коитус);
- чрез орио-генитален контакт.

Благодарение на нормалната лактобациларна флора във влагалището, те обикновено биват елиминирани. За да се размножат и да станат патогенни за организма на жената са необходими следните условия:
- да проникнат вътреклетъчно в лигавицата на влагалището;
- да се асоциират с други анаеробни бактерии.

Чуждите тела (напр. интраутеринните спирали) благоприятстват появата на тези две условия, затова заболелите са предимно сред този контингент от жени. Засягат се маточната тръба и яйчниците. Появяват се големи тубо-овариални формации, състоящи се от малки, комуникиращи помежду си абсцеси (приличат на пчелна пита изпълнена с гной).

## Клинична картина
Възпалението протича хронично с фебрилитет до 39 °C и болка ниско в корема.

## Лечение
Лечението е хирургическо с премахване на гнойника, със или без премахване на женските полови органи и с последващо лечение с пеницилин за 4 – 6 седмици.

## Профилактика
Дългогодишните носителки на интраутеринни спирали трябва да се преглеждат най-малко веднъж в годината. Трябва да не се пропуска срока на годност на спиралата, отбелязана от фирмата – производител. Не бива да се поставят спирали на млади не раждали жени.